# Стингрей, Джоанна
Джоа́нна Стингре́й (англ. Joanna Stingray, урождённая Филдс; род. 3 июля 1960, Лос-Анджелес, Калифорния, США) — американская певица, актриса, музыкальный продюсер и общественный деятель, писательница. Одна из значимых персон и популяризаторов советской и пост-советской рок-культуры на Западе.

## Биография
Родилась в Лос-Анджелесе, Калифорния, в творческой семье — отец Сидней Филдс (Sidney O. Fields) режиссёр, сценарист, мать Джоан Кузьмич (Joan Kuzmich). Её сценическое имя было — Джоан Кейн (Joan Kayne).
Отец снял документальный фильм «Правда о коммунизме» (The Truth About Communism, 1962). По словам Джоанны: «Это было пропагандистское кино о зловещей империи под названием СССР». Закадровый текст в этом документальном фильме читал будущий президент США Рональд Рейган.
Джоанна сама писала и исполняла рок-музыку, давала концерты. В 1983 году Стингрей выпустила свой дебютный альбом в США «Beverly Hills Brat». В начале своей музыкальной карьеры она выступала в Studio 54.
В 1984 году Джоанна впервые посетила СССР. Во время этой поездки в Ленинград она познакомилась с Борисом Гребенщиковым, который впоследствии стал её другом, и была очарована русским роком.
Джоанна много раз приезжала в СССР в 1980-х годах, подолгу жила в стране, была знакома со многими советскими рок-музыкантами («Кино», «Аквариум», «Алиса» и другие), сотрудничала с ними.
Под впечатлением от музыки Гребенщикова и других исполнителей, Стингрей начала контрабандой вывозить музыку андеграундных советских рок-групп за пределы Советского Союза .
27 июля 1986 года австралийская звукозаписывающая компания Big Time Records выпустила Red Wave: 4 Underground Bands from the USSR — двойной альбом, состоящий из песен, собранных и спродюсированных Stingray. На каждой стороне пластинки представлены песни одного исполнителя, в том числе группы «Аквариум», «Кино», «Алиса» и «Странные игры». Это был первый релиз русской рок-музыки в США. Пластинка привлекла внимание популярных западных исполнителей, в том числе Дэвида Боуи и Энди Уорхола. Об этом слышал и советский лидер Михаил Горбачёв. Удивленный тем, что эту музыку издает иностранная компания, он поручил министру культуры облегчить публикацию музыки молодых советских музыкантов внутри страны.
В 1990—1993 годах Стингрей и Александр Липницкий выпускали телепередачу Red Wave-21, названной по одноимённому сплит-сборнику.
В первой половине 1990-х для российского телевидения выпускает серию программ о зарубежных исполнителях Red Wave Presents (Красная волна представляет). Еженедельная 30-минутнуая программа, в которой Джоанна брала интервью у западных групп и вставляла их видеоклипы. Исполнители: David Gilmore, Pink Floyd, Дэвид Боуи, Элис Купер. Крисси Хайнд из The Pretenders, Роджер Долтри из The Who, KISS, Green Day, Оззи Озборн и многие другие.
20 июня 1992 года в Лужниках Джоанна Стингрей участвовала в концерте памяти Виктора Цоя вместе с Виктором Сологубом (бас-гитара, «Странные игры»), Валерием Виноградовым (гитара, «Центр») и Александром Васильевым (ударные, «Центр»).
В 1993 году Джоанна снялась в фильме «Урод» (режиссёр — Роман Качанов-мл.).
В 1996 году совместно с Александром Липницким создала документальный фильм о Викторе Цое «Солнечные дни».
Младшая сестра Джоанны Стингрей — Джуди — вышла замуж за лидера российской группы «Центр» — Василия Шумова.
В начале 1990-х Джоанна сотрудничала с музыкантами «Центра» — гитаристами Сергеем Сабининым и Валерием Виноградовым и барабанщиком Александром Васильевым.
В 2004 году Джоанна стала исполнительным директором Ассоциации выпускников Beverly Hills High School. Работает консультантом по недвижимости.
В 2019 году вышли в свет две автобиографические книги — «Стингрей в Стране Чудес» и «Стингрей в Зазеркалье», написанные Джоанной совместно с дочерью Мэдисон. В книгах рассказывается о знакомстве Джоанны с советским роком и ленинградскими рокерами, история легендарного двойного альбома «Red Wave». Мемуары подробно описывают события с 1984 по 1996 год.
В 2021 году вышла книга-альбом «Подлинная история русского рока» (АСТ, ISBN 978-5-17-134728-4).
В том же году был выпущен архивный альбом 1985 года Stay Together — совместная работа Стингрей и Бориса Гребенщикова, вместе написавших английские тексты песен и большую часть музыки. Выпуск Stay Together был посвящён 40-летию Ленинградского рок-клуба.
В 2022 году опубликована книга-альбом Стингрей «Виктор Цой. Последний герой», посвящённая памяти музыканта.

### Личная жизнь

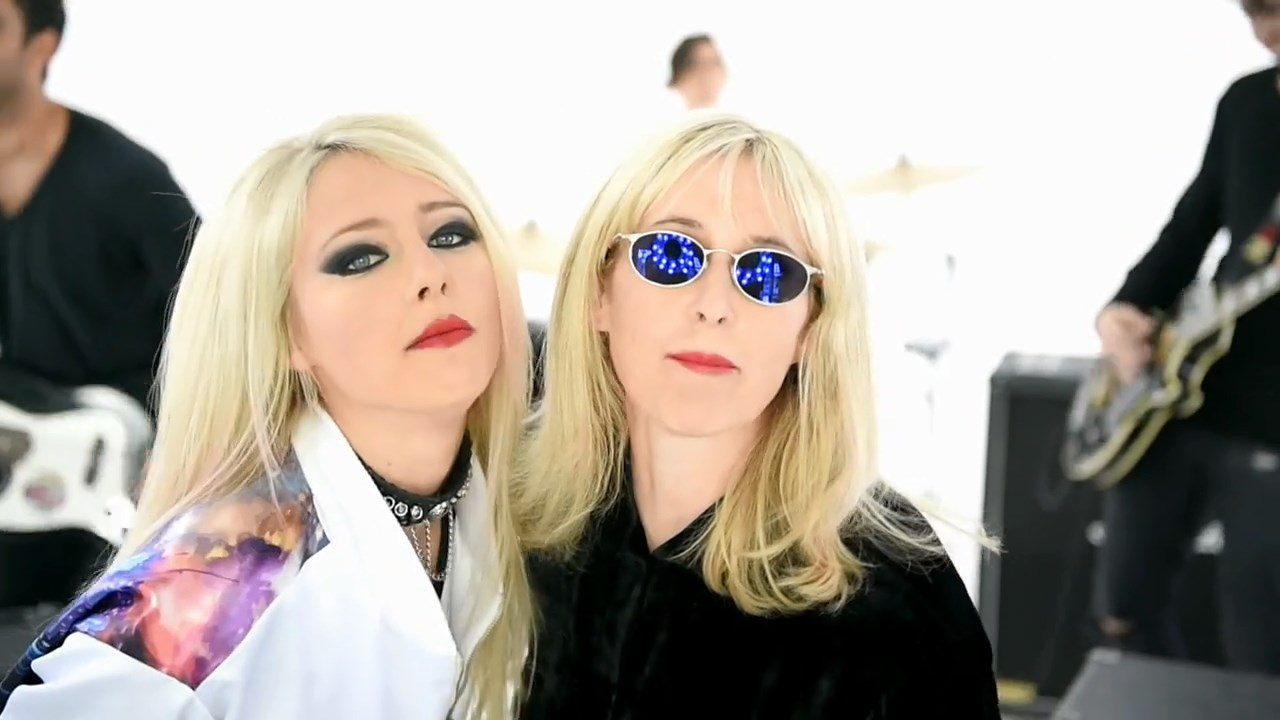
Джоанна Стингрей (справа, в очках) с дочерью Мэдисон. Кадр из клипа «Don’t Come Down On Me» (2016)

2 ноября 1987 года вышла замуж за гитариста группы «Кино» Юрия Каспаряна. Брак продержался недолго, всего 4 года. В 1991 году супруги расстались. Причиной развода, по словам Юрия, стало то, что супруги перестали понимать друг друга.
В середине 1990-х годов вышла замуж за барабанщика группы «Центр» Александра Васильева, от которого родила дочь Мэдисон.
С 2004 года замужем за американцем, архитектором Ричардом Бестом (англ. Richard Best), живёт в Калифорнии в Лос-Анджелесе.

## Дискография

### Студийные альбомы
Список композиций
| №   | Название                                            | Текст песни                         | Музыка                              | Длительность |
| --- | --------------------------------------------------- | ----------------------------------- | ----------------------------------- | ------------ |
| 1.  | «Modern Age Rock ’n’ Roll / Сегодняшний рок-н-ролл» | Джоанна Стингрей, Борис Гребенщиков | Дж. Стингрей, Б. Гребенщиков        | 2:55         |
| 2.  | «Give Me Some More Of Your Love / Полюби меня»      | Дж. Стингрей                        | Виктор Цой                          | 3:32         |
| 3.  | «Highstrung / В напряжении»                         | Дж. Стингрей, Б. Гребенщиков        | Дж. Стингрей, Б. Гребенщиков        | 2:27         |
| 4.  | «Call Me / Позови меня»                             | Дж. Стингрей, Б. Гребенщиков        | Дж. Стингрей, Б. Гребенщиков        | 4:45         |
| 5.  | «Keep On Travelling / Продолжаю путешествовать»     | Дж. Стингрей                        | Виктор Сологуб                      | 3:58         |
| 6.  | «War / Война»                                       | Дж. Стингрей                        | В. Цой                              | 4:03         |
| 7.  | «City of Lenin / Город Ленина»                      | Дж. Стингрей, В. Сологуб            | В. Сологуб                          | 3:05         |
| 8.  | «Yerosha / Ероша»                                   | Дж. Стингрей                        | В. Сологуб                          | 4:07         |
| 9.  | «Tsoi Song / Песня Цоя»                             | Дж. Стингрей                        | В. Цой, Дж. Стингрей, Юрий Каспарян | 3:03         |
| 10. | «Shattered Glass / Битое стекло»                    | Дж. Стингрей, Б. Гребенщиков        | Дж. Стингрей, Б. Гребенщиков        | 3:38         |

Дополнительная информация
- «Give Me Some More of Your Love» — англоязычная версия песни «Двигайся, танцуй со мной» группы «Кино».
- «War» — англоязычная кавер-версия песни «Стук» группы «Кино».
- «Keep On Travelling» — англоязычная кавер-версия песни «Крик в жизни» группы «Игры».
- «City of Lenin» — англоязычная кавер-версия песни «Солнце встаёт» группы «Игры».
- «Yerosha» — англоязычная кавер-версия песни «Колдунья даёт советы» группы «Игры».
- «Highstrung» была издана на мини-альбоме «Stingray», выпущенном в 1989 году на фирме «Мелодия».
- «Tsoi Song» была издана на сборнике «МИР: Reggae from Around the World», выпущенном в 1988 году на фирме RAS Records.

Состав
- Джоанна Стингрей — вокал
- Пол Дэлф — клавишные инструменты
- Юрий Каспарян — гитара и бас (7, 8)
- Джон Гудсэйл — гитара (2, 5, 9)
- Рик Блэйр — гитара (1, 3, 6)
- Тим Торранс — гитара, бас и программирование (4, 10)

Запись студии «Red Wave», Лос-Анджелес, 1988 г.
Список композиций
| №   | Название                                                              | Текст песни                  | Музыка                       | Длительность |
| --- | --------------------------------------------------------------------- | ---------------------------- | ---------------------------- | ------------ |
| 1.  | «Rock Club / Рок-клуб. Посвящение Ленинградскому Рок-клубу»           | Виктор Сологуб               | Джоанна Стингрей, В. Сологуб | 3:00         |
| 2.  | «Dancing In the Sky / Танцуя в небесах»                               | Дж. Стингрей                 | Дж. Стингрей, Сергей Курёхин | 4:00         |
| 3.  | «Gotta Break Out / Надо прорваться»                                   | Дж. Стингрей                 | Борис Гребенщиков            | 4:45         |
| 4.  | «Steel Wheels / Стальные колеса. Занимайся любовью под красным небом» | Дж. Стингрей, Б. Гребенщиков | Дж. Стингрей, Б. Гребенщиков | 4:00         |
| 5.  | «More Than Enough / Больше ничего не нужно»                           | Дж. Стингрей, Б. Гребенщиков | Дж. Стингрей, Б. Гребенщиков | 4:20         |
| 6.  | «Turn Away / Сверни»                                                  | Дж. Стингрей                 | Дж. Стингрей, С. Курёхин     | 4:20         |
| 7.  | «Walking Through Windows / Проходя через окна»                        | Дж. Стингрей                 | Дж. Стингрей, Юрий Каспарян  | 5:00         |
| 8.  | «Something Here’s Not Right / Что-то здесь не так»                    | Дж. Стингрей                 | В. Сологуб                   | 3:00         |
| 9.  | «Memorial / Памятник»                                                 | В. Сологуб                   | В. Сологуб                   | 3:30         |
| 10. | «Danger! / Опасно!»                                                   | Дж. Стингрей                 | Виктор Цой                   | 4:15         |

Дополнительная информация
- Альбом посвящён Виктору Цою.
- На оборотной стороне обложки присутствует зашифрованное сообщение Виктору: YWNBFILYVMFUI
- «Rock Club» — посвящение Ленинградскому рок-клубу.
- «Памятник» — кавер-версия группы «Игры».
- «Danger!» — англоязычная кавер-версия песни «Невесёлая песня» группы «Кино».
- «Turn Away» была издана на сингле «Stingray», выпущенном в 1989 году на фирме «Мелодия».

- 1991 — Joanna Stingray Greatest Hits

Сборный альбом, состоит из 9 песен, записанных в период с 1983 по 1987 год.
Список композиций | №  | Название                                   | Текст песни                     | Музыка                       | Длительность |
| -- | ------------------------------------------ | ------------------------------- | ---------------------------- | ------------ |
| 1. | «Young Lovers» (recorded in 1984)          | Джоанна Стингрей                | Дж. Стингрей                 |              |
| 2. | «Ashes» (recorded in 1985)                 | Дж. Стингрей, Борис Гребенщиков | Б. Гребенщиков               |              |
| 3. | «Baby Baby Bala Bala» (recorded in 1985)   | Дж. Стингрей, Б. Гребенщиков    | Дж. Стингрей, Б. Гребенщиков |              |
| 4. | «Lonely Boy» (recorded in 1986)            | Дж. Стингрей                    | Дж. Стингрей                 |              |
| 5. | «Feeling» (recorded in 1986)               | Дж. Стингрей                    | Сергей Курёхин               |              |
| 6. | «Rock 'n' Roll is Dead» (recorded in 1985) | Дж. Стингрей, Б. Гребенщиков    | Б. Гребенщиков               |              |
| 7. | «Liar, Liar» (recorded in 1983)            | Джеймс Донна                    | Дж. Донна, Денни Красвелл    |              |
| 8. | «Rock 'n' Roll Beatnik» (recorded in 1987) | Дж. Стингрей                    | Виктор Цой                   |              |
| 9. | «Back in the U.S.S.R.» (recorded in 1987)  | Джон Леннон, Пол Маккартни      | Дж. Леннон, П. Маккартни     |              |
Дополнительная информация
- На оборотной стороне обложки присутствует зашифрованное сообщение Виктору Цою: VT-ILUVVMAFURRRR!
- «Ashes» — англоязычная кавер-версия песни «Пепел» группы «Аквариум».
- «Rock 'n' Roll is Dead» — англоязычная кавер-версия песни «Рок-н-ролл мёртв» группы «Аквариум».
- «Liar Liar» — кавер-версия группы «The Castaways».
- «Rock 'n' Roll Beatnik» — англоязычная кавер-версия песни «Когда-то ты был битником» группы «Кино».
- «Back in the U.S.S.R.» — кавер-версия группы «The Beatles».
- Приглашённые друзья-музыканты в песне «Feeling» указаны в порядке их появления на записи: Виктор Цой («Кино»), Юрий Каспарян («Кино»), Борис Гребенщиков («Аквариум»), Виктор Сологуб («Игры»), Сергей Курёхин («Поп-механика»).
- «Lonely Boy» и «Feeling» были изданы на сингле «Stingray», выпущенном в 1989 году на фирме «Мелодия».

- 1994 — Joanna Stingray (Moroz Records MR 94024 CD)
- 1994 — For a Moment (Moroz Records MR 94049 CD)
- 1998 — Shades of Yellow
- 2007 — May There Always Be Sunshine (Moroz Records DMR 86007 CD)
- 2021 — Stay Together (Maschina Records, MASHCD-088)
- 2022— Surfin' On The Red Wave (The Original Recordings 1985—1987) (Maschina Records, Digital Release)

### Синглы
Дебютный макси-сингл певицы, выпущенный в США. На обложке пластинки стоит только её имя — Joanna. Раритетное издание.
Список композиций
Все тексты написаны Joanna.
| №  | Название                | Музыка        | Длительность |
| -- | ----------------------- | ------------- | ------------ |
| 1. | «Beverly Hills Brat»    | Joanna        | 2:56         |
| 2. | «Boys, They`re My Toys» | Joanna        | 2:03         |
| 3. | «Who Do You Go»         | Jeff McGregor | 3:57         |
| 4. | «Charge Card Blues»     | Joe Bernstein | 2:36         |

- 1987 — Love Is No Joke
- 1989 — Stingray (Мелодия С62 29347 EP)

### Участие в релизах
- 1988 — МИР: Reggae From Around the World (Разные исполнители) — «Tsoi Song»[23]
- 1992 — Всё это рок-н-ролл («Бригада С») — «Всё это рок-н-ролл» (с «Бригада С», Боровом, К. Кинчевым, А. Ф. Скляром, В. Шахриным, В. Бутусовым и Ю. Шевчуком)
- 1993 — Greenpeace Rocks (Разные исполнители) — «Come Together» (с Б. Гребенщиковым)[24]
- 1995 — Russian Rock from Moroz Records (Разные исполнители) — «Гость»[25]
- 2001 — Сон моряка (Алексей Вишня) — «1-2-3» (с А. Вишней)

### Бутлеги
- 1986—1994 — Unsorted Live
- 1987 — Help Stingray
- 1994 — Концерт в передаче «Живьем с Максом»
- 1994 — Концерт в клубе «Пилот»

## Видеография и фильмография

### Актриса
- 1993 — «Урод»
- 1994 — 10 Years In Video

### Режиссёр
Клипы
- 1985 — «Аквариум» — «Пепел»
- 1985 — «Аквариум» — «Рок-н-ролл мёртв»
- 1986 — «Кино» — «Фильмы»
- 1986 — «Кино» — «Видели ночь»
- 1986 — «Странные игры» — «Метаморфозы»
- 1987 — «Алиса» — «Мы вместе»[26]
- 1987 — «Алиса» — «Экспериментатор»[26] (две версии)

Документальные фильмы
- 1996 — «Кино» — «Солнечные дни»

## Продюсирование
- 1986 — Разные исполнители — Red Wave
- 1988 — «Кино» — «Группа крови»
- 1989 — Василий Шумов — My District
- 1993 — Разные исполнители — Greenpeace Rocks
- 2006 — Борис Гребенщиков — «40:0 в пользу БГ»